# HD 137058
HD 137058 är en ensam stjärna belägen i den mellersta delen av stjärnbilden Vargen även om Nitschelm och David (2011) angav att den kunde vara en dubbelsidig spektroskopisk dubbelstjärna. Den har också Bayer-beteckningen k Serpentis. Den har en skenbar magnitud av ca 4,60 och är svagt synlig för blotta ögat där ljusföroreningar ej förekommer. Baserat på parallax enligt Gaia Data Release 2 på ca 13,6 mas, beräknas den befinna sig på ett avstånd på ca 240 ljusår (ca 73 parsek) från solen. Den rör sig närmare solen med en heliocentrisk radialhastighet på ca -3 km/s.

## Egenskaper
HD 137058 är en vit till blå stjärna i huvudserien av spektralklass A0 V, som roterar snabbt och har en projicerad rotationshastighet av 300 km/s, vilket ger den en något tillplattad form med en ekvatorialradie som är 22 procent större än polarradien. Den har en radie som är ca 3 solradier och har ca 156 gånger solens utstrålning av energi från dess fotosfär vid en effektiv temperatur av ca 8 200 K.